# Basa-Gumna jezik
Basa-Gumna jezik (ISO 639-3: bsl; basa kuta, basa-kaduna, bassa-kaduna, gwadara basa), izumrli nigersko-kongoanski jezik kainjske skupine koji se nekada govorio u nigerijskim državama Niger (LGA Chanchaga) i Plateau (LGA Nasarawa).
Očuvao se nedje do 1987., a pripadnici etničke grupe danas se služe jezikom hausa [hau].

## Vanjske poveznice
- Ethnologue (14th)
- Ethnologue (15th)